# Peter Arnold (Politiker)
Hon. Peter Bruce Arnold (* 21. Dezember 1935 in Berri; † 23. Oktober 2024) war ein australischer Politiker der Liberal and Country League (LCL) und später der Liberal Party, der zwischen 1968 und 1970 und erneut von 1973 bis 1993 Mitglied des South Australian House of Assembly sowie mehrmals Minister war. 

## Leben
Peter Bruce Arnold wurde bei der Wahl am 2. März 1968 im Wahlkreis Chaffey für die Liberal and Country League (LCL) erstmals zum Mitglied der South Australian House of Assembly gewählt, des Unterhauses des Parlaments von South Australia, und konnte sich dabei gegen den bisherigen Wahlkreisinhaber Reg Curren von der Australian Labor Party (ALP) durchsetzen. Bei der darauf folgenden Wahl am 30. Mai 1970 unterlag er wiederum Reg Curren und verlor zunächst sein Mandat in der Legislativversammlung. Bei der nächsten Wahl am 10. März 1973 konnte er dann wieder Curren besiegen und vertrat den Wahlkreis Chaffey nunmehr weitere zwanzig Jahre lang bis zu seinem Verzicht auf eine erneute Kandidatur bei der Wahl am 11. Dezember 1993, wobei er sich am 22. Juli 1974 der aus der LCL hervorgegangenen Liberal Party angeschlossen hatte. Zu seinem Nachfolger im Wahlkreis Chaffey wurde bei der Wahl am 11. Dezember 1993 sein Parteifreund Kent Andrew gewählt. Während seiner Parlamentszugehörigkeit war er unter anderem zwischen dem 1. Dezember 1977 und dem 17. September 1979 Mitglied des Parlamentarischen Ständigen Ausschusses für öffentliche Arbeiten (Parliamentary Standing Committee on Public Works).
Nach dem Sieg der Liberal Party bei der Wahl am 15. September 1979 wurde Arnold am 18. September 1979 in die Regierung von Premier David Tonkin berufen und fungierte in dieser bis zum 10. November 1982 zeitgleich als Minister für Bewässerung (Minister of Irrigation), Minister für Wasserressourcen (Minister of Water Resources), Minister für Ländereien (Minister of Repatriation) und als Minister für Rückkehrer (Minister of Repatriation). Er war außerdem zwischen dem 5. März und dem 10. November 1982 noch Minister für Angelegenheiten der Aborigines (Minister of Aboriginal Affairs). Am 13. Januar 1983 wurde ihm der Höflichkeitstitel The Honourable verliehen. Zuletzt war er zwischen dem 12. Februar 1992 und dem 10. Dezember 1993 Mitglied des Ausschusses für Umwelt, Ressourcen und Entwicklung (Environment, Resources and Development Committee).

## Hintergrundliteratur
- Parliament of South Australia: Statistical Record of the Legislature 1836–2007 (Memento vom 11. März 2019 im Internet Archive)